# 田国立
田国立（1960年12月10日—），河北人，中共党员，高级经济师。1983年毕业于湖北财经学院（现 中南财经政法大学）基建财务信用系。现任中国建设银行党委书记、董事长，兼任中国银行业协会会长。2015年6月15日，被任命为央行货币政策委员会委员。

## 生平
1983年至1999年在中国建设银行工作，曾任建行行长助理。2004年任中国信达资产管理公司总裁。2010年12月任中信集团公司副董事长及总经理，2011年5月任中信银行董事长，2013年5月任中国银行董事长。2017年7月31日重返建行，任党委书记，并提名为董事长候选人。2017年10月9日，获任命为建行董事长兼执行董事。2017年10月，中国共产党第十九次全国代表大会上当选中国共产党第十九届中央委员会候补委员。